# 黑山奧林匹克委員會
黑山奧林匹克委員會，是黑山的國家奧林匹克委員會。該組織成立於2006年，為國際奧林匹克委員會和歐洲奧林匹克委員會的成員。2008年，首次派員參加在北京舉辦的夏季奧運會。
現時，黑山奧林匹克委員會的總部設在首都波德戈里察，主席是Djordjije Kustudic。

## 資料來源
1. ↑  .   [2014-06-18]. （原始内容存档于2009-02-19）.